# Open en gesloten afbeelding
In de topologie, een deelgebied van de wiskunde, is een open afbeelding een functie tussen twee  topologische ruimten, die een open verzameling afbeeldt op een open verzameling. Dat wil zeggen dat een functie {\displaystyle f:X\to Y} open is, als voor een open verzameling {\displaystyle U} in {\displaystyle X} het beeld {\displaystyle f(U)} open is in {\displaystyle Y.} Op gelijke wijze is een gesloten afbeelding een functie die een gesloten verzameling afbeeldt op een gesloten verzameling. (Het concept van een gesloten afbeelding moet niet worden verward met dat van een gesloten operator.)
Men eist niet dat open en gesloten afbeeldingen continu zijn. Hoewel hun definities natuurlijk lijken, zijn open en gesloten afbeeldingen veel minder belangrijk dan continue afbeeldingen. Bedenk dat een functie {\displaystyle f:X\to Y} continu is als het inverse beeld van elke open verzameling van {\displaystyle Y} open is in {\displaystyle X.} Op analoge wijze als het inverse beeld van elke gesloten verzameling van {\displaystyle Y} gesloten is in {\displaystyle X}).
De afbeelding {\displaystyle f} heet open in een punt {\displaystyle x} van haar domein als het beeld van elke omgeving van {\displaystyle x} een omgeving van {\displaystyle f(x)} omvat. Ze is open precies dan als ze open is in elk punt afzonderlijk.

## Voetnoten
1. ↑  Munkres, James R. (2000). Topology, 2de uitgave. Prentice Hall. ISBN 0-13-181629-2.
2. ↑  Paragraaf 2.10 in Rudin, Walter (1991). Functional Analysis, 2de uitgave. McGraw Hill. ISBN 0-07-054236-8.